# Compagnie des transports du Bas-Rhin
La Compagnie des transports du Bas-Rhin (CTBR) est une société publique locale détenue à 80% par la région Grand Est et à 20% par l'Eurométropole de Strasbourg. Créée en 2009, elle exploite plusieurs lignes de cars interurbaines du réseau Fluo Grand Est dans le département du Bas-Rhin.

## Historique
La société a été créée le 1er janvier 2009 et regroupe quatre entreprises. La Compagnie des transports strasbourgeois (CTS) est l’actionnaire majoritaire, tandis que Transdev, Mugler et Striebig disposent chacun de 13 % du capital. La CTBR exploite environ 80% des lignes du Réseau 67.
Auparavant chacune des quatre compagnies faisaient circuler des autocars pour le Réseau 67 sous son propre nom.
En 2019, le Réseau 67 est intégré dans le réseau Fluo Grand Est.
Le 1er septembre 2019, la CTBR devient une société publique locale, détenue à 80% par la région Grand Est et à 20% par l'Eurométropole de Strasbourg.

## Véhicules

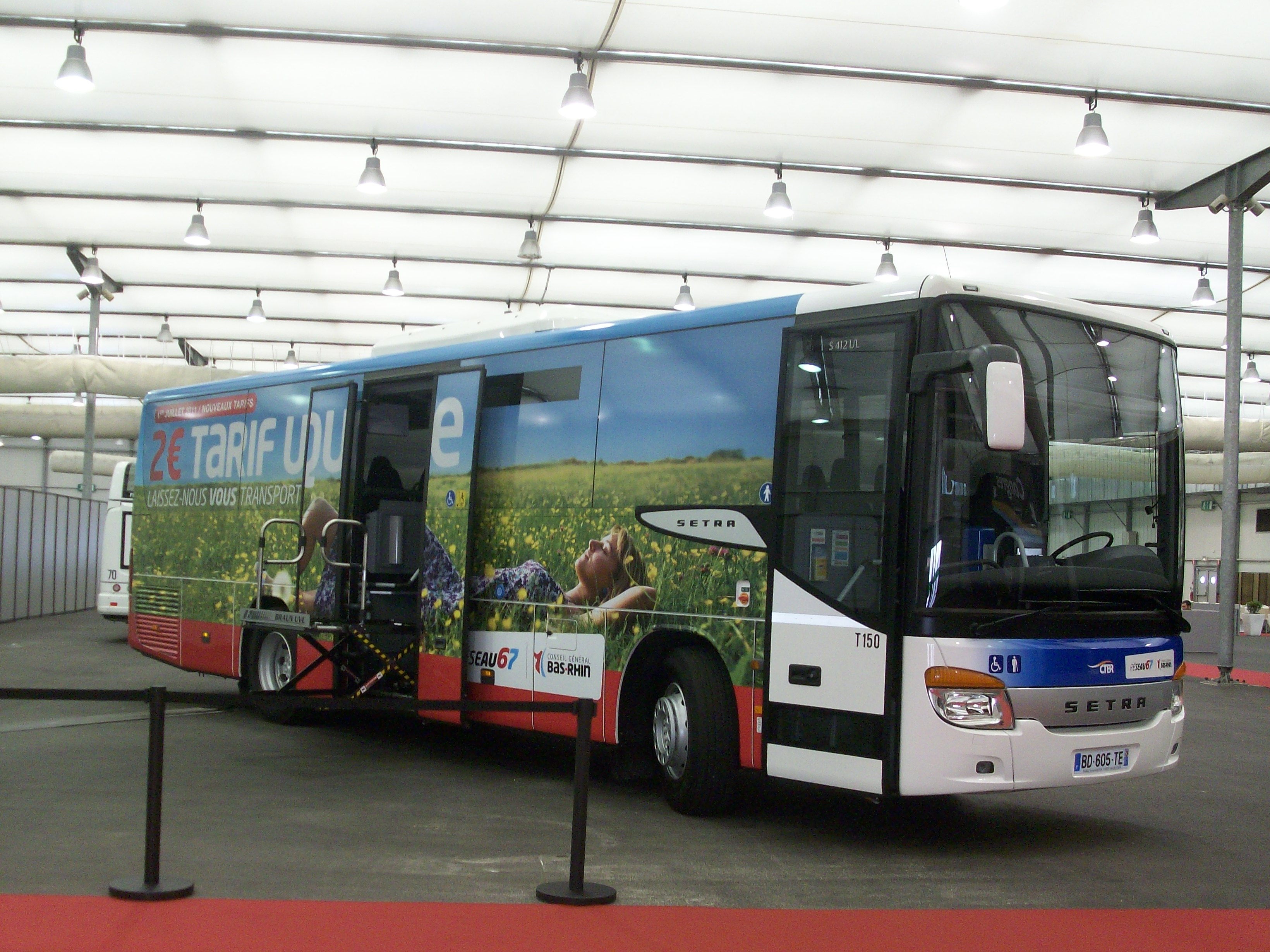
Un autocar de la CTBR, pelliculé pour la promotion du tarif unique sur le Réseau 67

Le parc est constitué de véhicules appartenant aux compagnies actionnaires (CTS, Transdev Alsace, Mugler et Striebig) ainsi que de nouveaux véhicules appartenant au Bas-Rhin. Il y a au total plus de 125 véhicules, de marques Setra et Mercedes.

## Logos

Premier logo de la CTBR jusqu'en 2019
Nouveau logo depuis 2020